# Diplacina fulgens
Diplacina fulgens is een libellensoort uit de familie van de korenbouten (Libellulidae), onderorde echte libellen (Anisoptera).
De wetenschappelijke naam Diplacina fulgens is voor het eerst geldig gepubliceerd in 1898 door Ris.